# Fanfar!
Fanfar! är ett svenskt skivbolag som grundades i Stockholm 1991. Till en början var det bara ett fanzine som gav ut tre nummer med musiktema. Senare utökade bolaget sin verksamhet till att även omfatta konsertevenemang där nya och osignade band fick möjlighet att möta en publik. Ett sådant band var Tony Clifton. Så småningom tillkom etablerade men obskyra band inom metalgenren och Fanfar! har legat bakom spelningar i Stockholm med Bell Witch, Profetus, Epitaph, Abysmal Grief, Sinistro, Sub Rosa m.fl.
I slutet av 2010-talet började de även släppa skivor, främst på vinyl. Artister är bland andra Robert Johnson and Punchdrunks, 22 för många och The Mommyheads.

## Diskografi
- Ola Backström: "Gråton", LP (2025)
- Orphans of the Ash: "Monoxide Dreams", LP (2025)
- KC BABY: "Nästan perfekt", LP (2025)
- Robert Johnson and Punchdrunks: "Pills, Thrills & Acting Smart" (2025)
- The Mommyheads: "One-eyed Band", LP (2024)
- Enhänta Bödlar: "Lychgate Threnody", LP (2024)
- Solen Skinner: "The Lathering - Live at Norberg Festival", LP (2024)
- Robert Johnson and Punchdrunks: "Surfopiates", LP (2024)
- Orphans of the Ash: "Ellipsis", LP (2024
- 22 för många: "Yrkesmördare i livets tjänst", LP (2024)
- Robert Johnson and Punchdrunks: "Gallret", singel (2023)
- The Mommyheads: "Coney Island Kid" (2023)
- Robert Johnson and Punchdrunks: "Solna, Texas (1992-2022)", LP (2022)
- The Mommyheads: "Genius Killer", LP (2022)
- The Mommyheads: "Age of Isolation", LP (2021)
- The Mommyheads: "New Kings of Pop", LP (2020)
- Cantona Gut System: "Yoko: The Best Beatle", LP (2020)
- The Mommyheads: "Future You", LP (2019)
- KC BABY: "Lila blå", LP (2018)
- Robert Johnson and Punchdrunks: "Morte di Seeburg", LP (2017)
- Michael Holt: 24 Preludes for Piano, 2xCD (2017)